# D데이 (군사 용어)

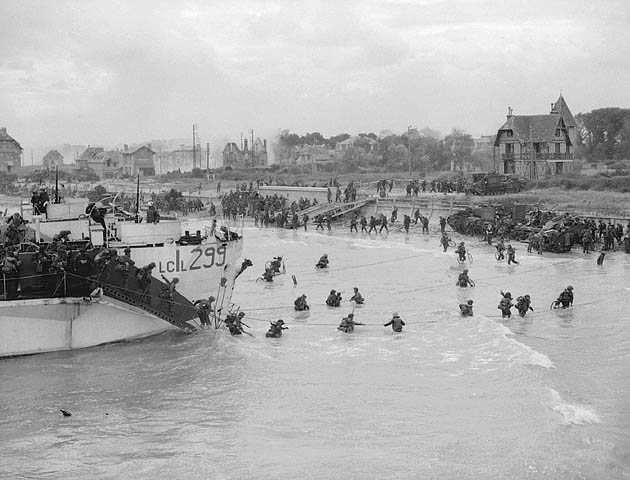

D데이(D-Day)는 전략적 공격 또는 작전 개시 시간을 나타내는 데 자주 사용되는 미국의 군사 용어이다. 어두의 ‘D’의 유래에 대해서는 여러 설이 있지만, 막연한 날짜를 나타내는 Day의 약자라는 해석이 있다.
역사상 가장 유명한 D-데이는 1944년 6월 6일 노르망디 상륙 작전이며, 2차 세계 대전 중 나치 독일 점령하의 유럽에 연합군이 침공을 개시한 오버로드 작전의 결행일이다. 노르망디 상륙 작전의 D-Day는 당초 1944년 6월 5일이었지만, 악천후로 인해 연합군 최고 사령관 드와이트 D. 아이젠하워는 다음날인 6월 6일로 작전을 연기했다. 이후 1944년 6월 6일은 일반적으로 D-Day라고 호칭되게 되었다. 이것이 일반적으로 널리 사용되어 이후의 군사 작전 계획 담당자는 작전 개시 날짜를 D-Day라고 호칭하는 것을 피하게 했다. 예를 들어, 더글러스 맥아더 지휘의 레이테섬 침공 작전은 "A-Day"로 호칭되고, 오키나와 침공 작전은 "L-Day"라고 했다.